# Grammy Award de la meilleure prestation chorale
Le Grammy Award de la meilleure prestation chorale (Best Choral Performance) est une récompense décernée lors des cérémonies annuelles des Grammy Awards décernée à la prestation chorale de l'année.

## Lauréats
| Année | Artiste | Titre                                            | Ref   |
| ----- | ------- | ------------------------------------------------ | ----- |
| 2022  |         | Mahler: Symphony No. 8, 'Symphony Of A Thousand' | [ 2 ] |
| 2023  |         | Born                                             | [ 3 ] |
| 2024  |         | Saariaho: Reconnaissance                         | [ 4 ] |
| 2025  |         | Ochre                                            | [ 1 ] |